# Fierbinți-Târg
Fierbinți-Târg là một xã thuộc hạt Ialomița, România. Dân số thời điểm năm 2002 là 5253 người.